# 單頻網
單頻網（Single-Frequency Network，SFN）是一種廣播網路，易言之，即數個傳送器透過同個頻率頻道同時傳送同個訊號。
類比的FM與AM音訊廣播網以及數位廣播網在SFN中可以同時運作；但類比電視播送已證明很難在SFN中達成，因為SFN會導致同個訊號而產生鬼影（多重影像）。
SFN的簡化型態，可由低電量的共同頻道強波器、中繼器或是廣播傳送器來達成。
SFN的目標主要是有效率地使用無線電頻譜，使得廣播與電視頻道的數量可以比傳統的多頻網（MFN）更多。SFN相較於MFN來說也可以增加涵蓋率與減少斷訊，因為總數接收訊號的強度可以增加傳送器中間的位置。
SFN的架構有點像非廣播的無線傳輸（例如蜂窩式行動網路以及無線的電腦網路），稱之為傳輸器巨分集、CDMA的軟性換手傳遞（soft handoff）以及動態單頻網（Dynamic Single Frequency Networks，DSFN）。
SFN傳輸可視為多徑傳輸（Multipath propagation）的一種較劇烈之形式。無線電接收器會接收到數個重複的訊號，而且建構性或破壞性的訊號干擾（即自我干擾）可能會導致衰竭。這個特別會在寬頻傳輸與高速數位傳輸產生問題，因為該衰竭屬於選擇性頻率衰竭（frequency selective）（相對於平緩式頻率衰竭（flat fading）），並且因為重複傳訊的展頻（time spreading）會導致符際干擾（inter symbol interference，ISI）。衰竭與符際干擾可以透過分集計畫（diversity scheme）與等化式濾波器（equalization filters）來避免發生。
在寬頻數位廣播中，自我干擾可以藉由OFDM或COFDM調變法來消除。OFDM使用大量的緩慢式低速頻寬調變器來取代快速式寬頻調變器，並且每個調變器有自己的次要頻率頻道以及次要載波頻道。由於每個調變器運作不快，需插入防衛帶（guard interval）在各個符碼之間，因而可以消除符際干擾。雖然SFN在全部的頻率頻道中是屬於選擇性頻率衰竭，然而仍可視為窄頻次頻道間的平緩式衰竭。此外，進階式的等化式濾波器也可以避免衰竭，前向錯誤更正碼（forward error correction code，FEC）能抵銷部分次要載波會有的過多衰竭而無法正確解調（demodulate）之情形。
OFDM使用在無線數位電視廣播系統的DVB-T（歐洲與其他國家使用）、ISDB-T（日本與巴西使用）中。OFDM也廣泛使用在數位音訊廣播系統中，包含DAB、HD Radio以及T-DMB。總而言之，這些系統也適用於SFN中。
北美洲的數位電視（特別是ATSC標準的A/110）使用8VSB的調變法，或許也可以使用在SFN的傳輸中。該系統並非設計給現在頻道使用的強波器，但因為該系統相對在鬼影的消除上效果很好，因此如果可以小心調校的話，仍是可能使用的。早期ATSC的頻道選擇器（ATSC tuner）無法在多徑上表現很好，但是目前已有很大的改善，不過該項技術的測試還不是很成功。
透過垂直頻道的編碼使用，MFN可以用SFN的姿態出現在ATSC的閱聽眾前。
在如下的OFDM調變方式里，使用SFN消除自我干擾：
- CDMA Rake receiver。
- MIMO 頻道。
- 單載波頻域等化（Single-carrier frequency-domain-equalization，SC-FDE）。

此外，在單頻網中，傳輸器與接收器經常與使用其他從主要基地台與主要網路來當作參照頻率的GPS或訊號同步運行著。